# Peucetia nicolae
Peucetia nicolae là một loài nhện trong họ Oxyopidae.
Loài này thuộc chi Peucetia. Peucetia nicolae được miêu tả năm 1994 bởi Van Niekerk & Dippenaar-Schoeman.